# Rheinhessische Energie- und Wasserversorgungs-GmbH
Die Rheinhessische Energie- und Wasserversorgungs-GmbH kurz Rheinhessische stellt als Unternehmen mit kommunaler Mehrheitsbeteiligung mit Sitz in Ingelheim am Rhein die Erdgas-, Wasser- und Ökostromversorgung in Ingelheim, Wackernheim und Heidesheim zur Verfügung. Im Jahre 2017 verfügte das Unternehmen über 79 Mitarbeiter.

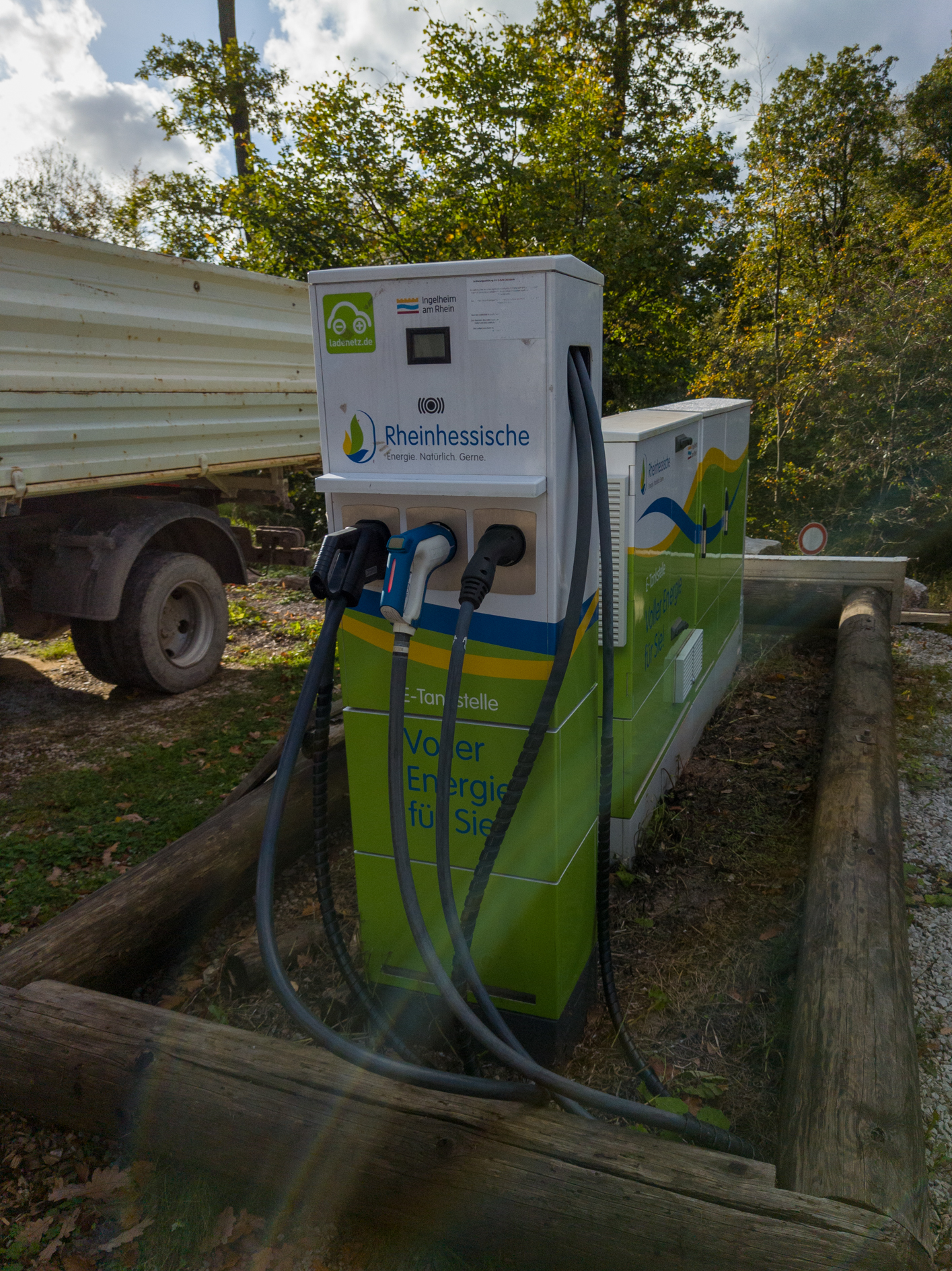
Ladestation der Rheinhessischen in Daxweiler

Anteile an der Rheinhessischen halten die Stadt Ingelheim zu 55,59 %, die Thüga AG mit 37,05 % sowie die Verbandsgemeinde Heidesheim am Rhein mit 7,36 % (letzte wurde 2019 aufgelöst und ihre Ortsgemeinden nach Ingelheim eingemeindet).

## Geschichte
Die Rheinhessische entstand am 30. September 1954 mit einem Stammkapital von 600.000 DM als gemeinsame Neugründung durch die ehemaligen Stadtwerke Ingelheim und die rhenag Rheinische Energie AG in Köln.
Im ersten Jahr wurden bereits 471.000 m³ Wasser, 1.109.000 m³ Gas aus Eigenerzeugung und 5.911.000 kWh Strom geliefert. Die Eigengaserzeugung wurde 1955 eingestellt, als nach dem Bau einer neuen Versorgungsleitung der Empfang von Ferngas aus dem Ruhrgebiet möglich wurde. Durch Zukauf erwarb die Rheinhessische 1967 das Stromnetz in Heidesheim am Rhein und ein Jahr darauf das Netz der zu dieser Zeit noch selbständigen Gemeinde Großwinternheim. 1993 wurde die Wasserversorgung der Verbandsgemeinde Heidesheim in die Rheinhessische eingegliedert. Im Gegenzug wurde diese 7,36%iger Anteilseigner.